# مارتینوو
مارتینوو (به لاتین: Martynovo) یک منطقهٔ مسکونی در روسیه است که در باشقیرستان واقع شده‌است.